# Дара О Бріен
Дара О Бріен (ірл. Dara Ó Briain, нар. 4 лютого 1972, Брей, Віклов, Ірландія) — ірландський комік і телеведучий, який працював у таких шоу, як The Panel і Mock the Week.
О Бріен  вів і знімався у багатьох успішних британських телешоу: The Panel і Mock the Week, don't Feed the Gondolas, I Have Got News for You, QI і The Apprentice: You're Fired!. Газета Irish Independent охарактеризувала його як «наступника Террі Вогана» і «найулюбленішого ірландця Великої Британії». Журналіст The Evening Standard Брюс Дессо писав, що «Якщо ви не смієтеся над жартами О Бріена, перевірте свій пульс — швидше за все, ви мертві».
З січня 2006 року О Бріен  почав зніматися в серіалі «Троє в човні» (англ. Three Men in a Boat) каналу «Бі-бі-сі» разом з акторами Рорі Маккретом і Гриффом Рис Джонсом. Серіал вийшов на телебачення під кінець 2006 року і, починаючи з 2008, практично кожен рік збирав аудиторію в 3 мільйони глядачів.
У 2007 році він зайняв 42-е місце на конкурсі Channel 4 «100 Найбільших комедіантів» і 16-е місце на тому ж конкурсі в 2010 році.

## Біографія
О Бріен  народився в 1972 році в Бреї, графство Віклов, отримав середню освіту в Coláiste Eoin (традиційна католицько-ірландська школа) у південному районі Дубліна. Надалі він вступив у Дублінський університетський коледж (U. C. D.), де він вивчав математику і теоретичну фізику. О Бріен  непогано володіє ірландською і розмовляє зі своїм батьком тільки нею.

## Особисте життя
Дружина О Бріен Сьюзен за фахом хірург, одружилися вони в 2006 році, в 2008 році у них народилася дочка.

## Стендап-шоу на DVD
| Назва                        | Випущений         | Примітки                                              |
| ---------------------------- | ----------------- | ----------------------------------------------------- |
| Live at The Theatre Royal    | 13 листопада 2006 | Виступ в Лондонському Королівському театрі Друрі-Лейн |
| Talks Funny — Live in London | 17 листопада 2008 | Виступ в Лондонському Хаммерсміт Аполло               |
| This Is the Show             | 22 листопада 2010 | Виступ в Лондонському Хаммерсміт Аполло               |
| Craic Dealer                 | 12 листопада 2012 | Edinburgh Playhouse, Единбург                         |
| Crowd Tickler                | 23 листопада 2015 | Виступ в Лондонському Хаммерсміт Аполло               |

## Сайти
- Дара О Бріен у соцмережі «Твіттер»
- Dara Ó Briain on OffTheKerb.co.uk
- Dara Ó Briain на сайті IMDb (англ.)(англ.)
- Дара О Бріен на сайті myspace.com (англ.)(англ.)
- Dara Ó Briain on Chortle [Архівовано 31 серпня 2010 у Wayback Machine.]